# 爪哇雀尾藓
爪哇雀尾藓（学名：Lopidium struthiopteris）为塔藓科雀尾藓属下的一个种。